# La Selve (Aveyron)
La Selve település Franciaországban, Aveyron megyében. Lakosainak száma 583 fő (2022. január 1.). La Selve Auriac-Lagast, Cassagnes-Bégonhès, Durenque, Lédergues, Réquista, Rullac-Saint-Cirq és Saint-Jean-Delnous községekkel határos.

## Népesség
A település népessége az elmúlt években az alábbi módon változott:
| Lakosok száma | 1148 | 867  | 787  | 675  | 635  | 629  | 628  | 627  | 626  | 583  |
|               | 1968 | 1982 | 1990 | 2006 | 2013 | 2015 | 2017 | 2019 | 2020 | 2022 |